# Рибек, Ян ван
Ян ван Ри́бек, полное имя: Йо́хан Анто́нисзон ван Ри́бек (нидерл. Johan Anthoniszoon «Jan» van Riebeeck; 21 апреля 1619, Кулемборг, Нидерланды — 18 января 1677, Батавия (ныне Джакарта), остров Ява, Индонезия) — нидерландский колониальный администратор и мореход, основатель города Кейптауна. Положил начало освоению Капской колонии, затем руководил колониями Нидерландов на территории современной Индонезии.

## Биография
Ян ван Рибек вырос в городе Схидам, там же 28 марта 1649 года женился на 19-летней девушке по имени Мария де ла Келлери. Вместе они уплыли в Капскую область на юге Африки, а затем в юго-восточную Азию, на полуостров Малакка, где Мария умерла в возрасте 35 лет. В честь Марии ван Рибек названа подводная лодка ВМФ ЮАР «SAS Maria van Riebeeck».
У Яна и Марии было 8 детей, большинство из которых умерло в раннем возрасте. Их сын Абрахам ван Рибек, рождённый в Кейптауне, однако, выжил, и впоследствии стал губернатором Голландской Ост-Индии. Ян также защищал военно-экономические интересы Голландии в Японии и Вьетнаме (Тонкин).

## Карьера
Яна приняла на работу Голландская Ост-Индская компания. В 1651 году ему было приказано основать поселение на южной оконечности Африки. 6 апреля 1652 года Ян ван Рибек на борту одного из трёх кораблей прибыл в Южную Африку, где на мысе Штормов (в дальнейшем — мыс Доброй Надежды) командами моряков с кораблей «Drommedaris», «Reijger» и «Goede Hoop» был основан форт, со временем развившийся в крупную продовольственную базу для снабжения судов компании, плывущих из Европы в Индийский океан, водой, припасами, фруктами и овощами, и для оказания квалифицированной медицинской помощи. Эта база сначала стала населённым пунктом Капстадом, а впоследствии — главным портовым городом современной ЮАР Кейптауном. В процессе строительства колонисты вели активный захват земель, принадлежащих бушменам и готтентотам, представляющим коренное население Южной Африки. Поголовье скота увеличивалось за счёт его захвата у местных жителей. Вглубь материка снаряжались специальные военные экспедиции, которые также пригоняли рабов из числа местного населения. Из-за этого колонисты фактически постоянно жили в состоянии войны с местными жителями.
Белые голландские поселенцы, в числе которых был и Ян ван Рибек, стали основой нового народа, известного впоследствии как африканеры, или буры, потомки которых затем мигрировали вглубь африканского континента в ходе Великого трека, где на основе нидерландской речи сложился новый германский язык африкаанс.

## Наследие в Южной Африке
Личность Яна ван Рибека имеет культурное и историческое значение в Южной Африке среди африканеров, которые рассматривают его в качестве отца-основателя их нации. На это указывает тот факт, что изображения ван Рибека появились повсеместно на почтовых марках и южноафриканской валюте (ранды) с 1940-х годов вплоть до 1993 года, когда Южно-Африканский резервный банк изменил дизайн валюты на изображения фауны и флоры этого региона.
Также в центре Кейптауна находятся статуи Яна ван Рибека и его жены Марии де ла Келлери, а в 1952 году в Кейптауне проводился фестиваль "Ван Рибек" в честь 300-летия со дня основания города.